# Bayogoula
Bayogoula (Bayougoula).- /"Báyuk-ókla = Bayou people,"; Sami sebe nazivali su "Ischenoca" ="our people," / pleme porodice Muskhogean naseljeno u ranom 18. stoljeću (1700.) zajedno s Mugulasha Indijancima u jenom selu na zapadnoj obali Mississippija u Louisiani, župa Iberville Parish. Prema Mooneyu (1928) Bayogoula, Quinipissa i Mugulasha, zajedno su (1650) imali oko 1.500 duša. Prvi ih posjećuje Iberville (1699). Već iste zime 1699-1700. napalo ih je pleme Houma. Iste godine (1700) Bayogoula su iz nepoznatoga razloga napali svoje suseljane iz plemena Mugulasha i izvršili masakr. Sličnu sudbinu kasnije doživljavaju i oni sami, kada ih je 1706. napalo pleme Taensa. 
Prema podacima Ibervillea, u naselju Bayogoula postojala su dva svetišta (drugo je zacijelo pripadalo, što bi bilo logično, plemenu Mugulasha), 107 kuća s 200 do 250 muškaraca. U svetištima je neprekidno gorjela vatra, a blizu ulaznih vrata nalazile su se figure životinja, medvjeda, vuka, ptica i oposuma (choucoüacha), koji je po svoj prilici bio glavno božanstvo, i kojemu su se prinosili žrtveni darovi. Ubrzo nakon masakra preostale Bayogoule potukle su epidemije boginja, tako da već 1721. nije bilo nijedne poznate obitelji iz ovog plemena. 

## Vanjske poveznice
- Bayougoula History
- Bayougoula  Arhivirana inačica izvorne stranice od 26. rujna 2007. (Wayback Machine)
- Bayougoula